# Neuenstadt am Kocher
Neuenstadt am Kocher (Ausspracheⓘ) ist eine Stadt im Landkreis Heilbronn im fränkisch geprägten Nordosten von Baden-Württemberg. Sie ist ein Unterzentrum im nordöstlichen Landkreis. Die Stadt gehört zum Regionalverband Heilbronn-Franken und zur Randzone der europäischen Metropolregion Stuttgart.

## Geographie

### Geographische Lage
Neuenstadt liegt im Osten des Landkreises am Kocher, in den hier die Brettach mündet. Das Gebiet der Stadt hat Anteil an den Naturräumen Schwäbisch-Fränkische Waldberge, Kocher-Jagst-Ebenen und Hohenloher-Haller Ebene.

### Nachbargemeinden
Nachbarstädte und -gemeinden Neuenstadts sind (im Uhrzeigersinn, beginnend im Süden): Eberstadt, Neckarsulm, Oedheim, Bad Friedrichshall, Neudenau, Hardthausen am Kocher und Langenbrettach (alle Landkreis Heilbronn). Mit Hardthausen am Kocher und Langenbrettach ist Neuenstadt eine Vereinbarte Verwaltungsgemeinschaft eingegangen.

### Stadtgliederung
Die Stadt gliedert sich in Neuenstadt am Kocher selbst und die Ortsteile Bürg, Cleversulzbach, Kochertürn und Stein am Kocher. Zu Bürg gehört noch der Wohnplatz Hösselinshof, zu Kochertürn der Weiler Brambacher Hof, zu Stein der Weiler Buchhof und der Wohnplatz Lobenbacherhof. Abgegangene Orte sind auf Markung Neuenstadt Helmbund, auf Markung Bürg Harthausen und Osternbach, auf Markung Cleversulzbach Eberstal und auf Markung Stein Unteres Buch.

### Flächenaufteilung
Nach Daten des Statistischen Landesamtes, Stand 2014.

## Geschichte

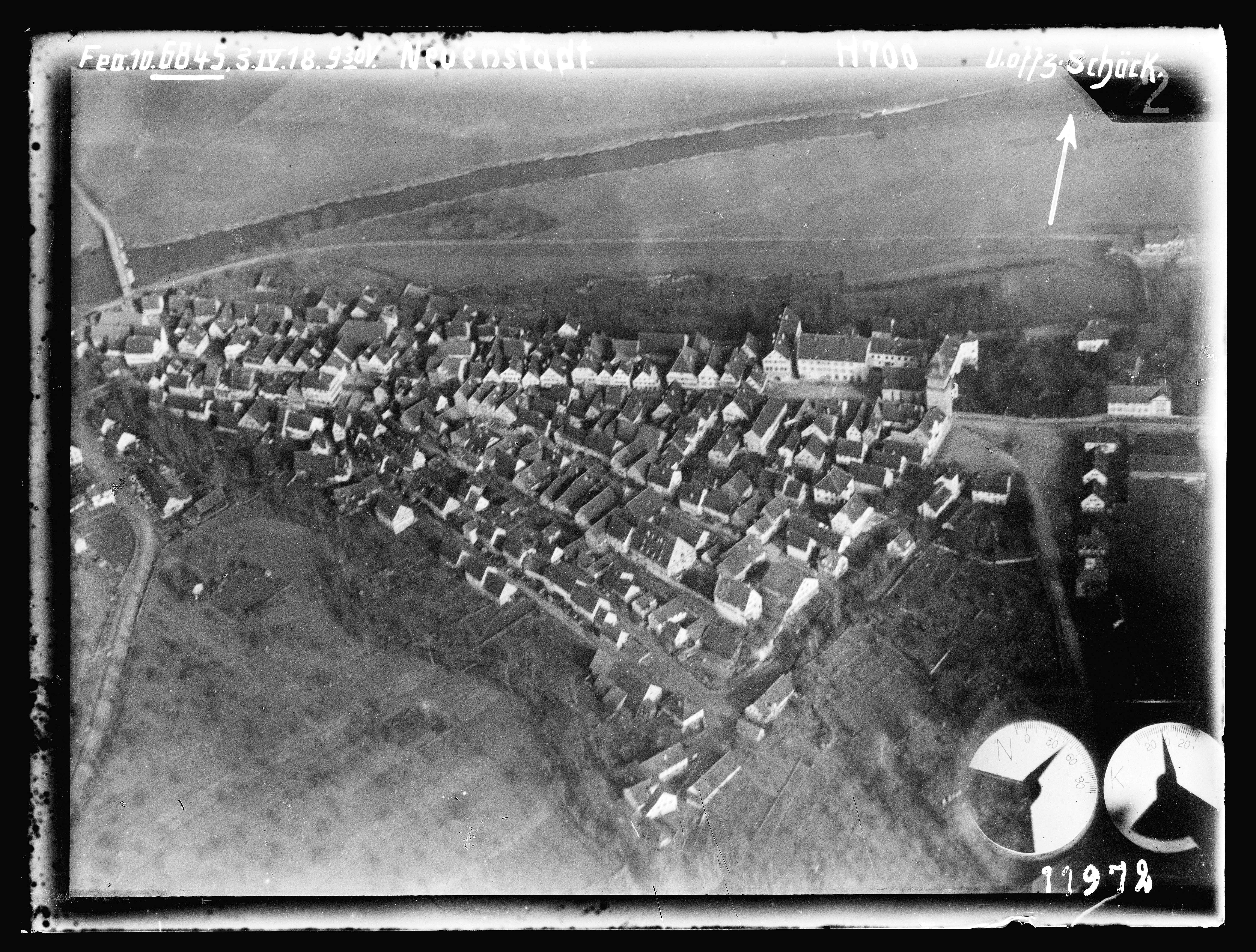
Luftbild von Neuenstadt, April 1918

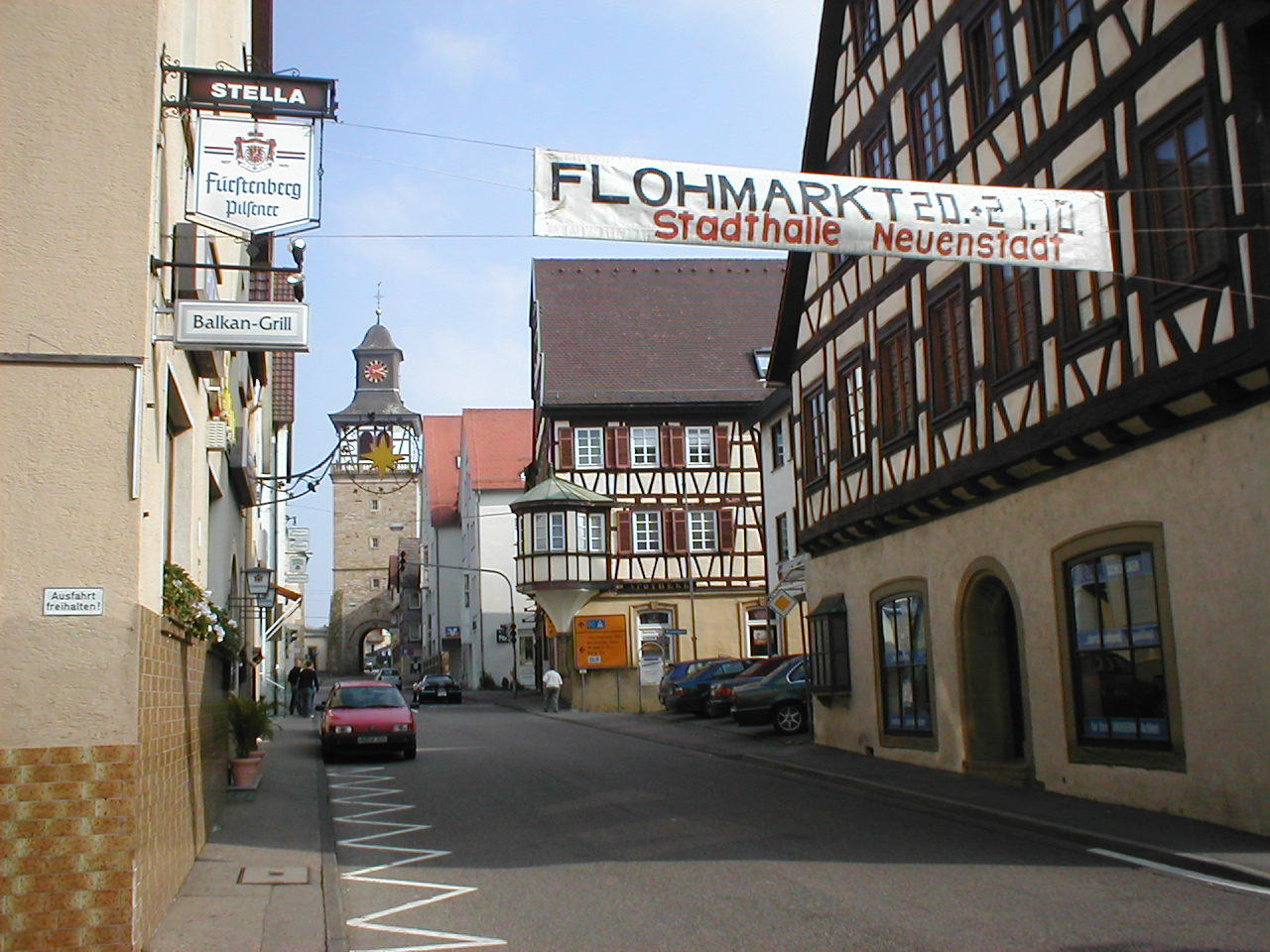
Hauptstraße von Neuenstadt am Kocher, Blick zum Oberen Torturm

Auf dem Gebiet Neuenstadts befand sich in römischer Zeit eine Stadtanlage (Vicus von Neuenstadt-Bürg), die um 160 n. Chr. gegründet wurde, nachdem der Obergermanisch-Raetische Limes vorverlegt und damit das Gebiet der Provinz Germania superior (Obergermanien) vergrößert worden war. Die Siedlung war wirtschaftlich als Verkehrsknotenpunkt bedeutsam, diente aber vor allem auch gesellschaftlich und administrativ als Hauptort einer neuen Gebietskörperschaft (Civitas), die in den um 160 n. Chr. neu besetzten Gebieten eingerichtet wurde. Durch Ausgrabungen und weitere archäologische Untersuchungen sind diverse Teile des über 25 Hektar großen Stadtgebietes bekannt. Zu den bekannten Bauten gehören ein repräsentatives Verwaltungsgebäude, ein prunkvolles Anwesen am höchsten Punkt des Stadtgebietes sowie ein gallo-römischen Umgangstempel des Heilgottes Apollo Grannus mit zwei sechseckigen Weihebecken. Mit der Aufgabe der rechtsrheinischen Gebiete durch die Römer beim sogenannten Limesfall um 260 n. Chr. endete die Geschichte der römischen Stadt.
Muttersiedlung des heutigen Neuenstadt ist die 797 erstmals erwähnte Siedlung Helmbund, die in der Aue der Brettach lag. Vermutlich zu Beginn des 14. Jahrhunderts wurde diese Siedlung auf den etwa einen Kilometer entfernten Höhenrücken zwischen Kocher und Brettach verlegt, die „neue Stadt“ Neuenstadt entstand. Helmbund besteht heute nicht mehr, die Ruine der gotischen Helmbundkirche ist einer der letzten Überreste.
Zunächst war Neuenstadt im Besitz der Herren von Weinsberg, die dort den 1392 bezeugten Herrensitz errichteten, kam dann an die Kurpfalz und wurde 1504 vom württembergischen Herzog Ulrich erobert. Herzog Christoph baute Neuenstadt zur Nebenresidenz aus. 1558 wurde die Lindenanlage beim Schloss ummauert und um 1565 wurde das Schloss erweitert. Von 1617 bis 1631 war es Nebenresidenz von Herzog Friedrich Achilles (1591–1631), nach dessen Tod kam es wieder an die württembergische Hauptlinie. Nach der Schlacht bei Nördlingen 1634 und der Flucht des württembergischen Herzogs außer Landes übergab der Kaiser das Schloss in Neuenstadt dem Grafen Maximilian von und zu Trauttmansdorff. Nach zahlreichen Einquartierungen war es zum Ende des Dreißigjährigen Krieges völlig ausgeplündert. Nach der Restitution der Württemberger 1649 residierte die Nebenlinie Württemberg-Neuenstadt in Neuenstadt, die mit Carl Rudolf 1742 erlosch.
Neuenstadt war Sitz des gleichnamigen altwürttembergischen Amts und kam 1806 bei der Umsetzung der neuen Verwaltungsgliederung im Königreich Württemberg zum Oberamt Neckarsulm. Bei der Verwaltungsreform während der NS-Zeit in Württemberg gelangte die Stadt 1938 zum Landkreis Heilbronn.
Im Jahr 1939 wurden 1272 Einwohner gezählt, Ende 1945 waren es 1316. Gegen Ende des Zweiten Weltkriegs wurden bei Kämpfen im April 1945 etwa 80 % der Neuenstädter Innenstadt zerstört; diesen Kämpfen fiel auch die berühmte uralte Linde am Stadttor zum Opfer.
Da die Stadt Teil der Amerikanischen Besatzungszone geworden war, gehörte Neuenstadt somit seit 1945 zum neu gegründeten Land Württemberg-Baden, das 1952 im jetzigen Bundesland Baden-Württemberg aufging.
1972/73 wurden im Zuge der baden-württembergischen Gemeindereform vier umliegende Gemeinden in die Stadt Neuenstadt eingegliedert. Den Anfang machte am 1. Januar 1972 Cleversulzbach, am 1. September 1972 folgte Kochertürn, zum 31. Dezember 1972 Stein am Kocher, das dabei vom Landkreis Mosbach in den Landkreis Heilbronn wechselte. Zum Abschluss wurde am 1. Januar 1973 Bürg eingemeindet.

## Religionen
Neuenstadt, wo die Reformation 1541 eingeführt wurde, ist Sitz eines Dekanats im seit 1. Januar 2020 fusionierten Kirchenbezirk Weinsberg-Neuenstadt der Württembergischen Landeskirche. Die evangelische Kirchengemeinde Neuenstadt, die auch Kochertürn, Stein und Bürg umfasst, hat etwa 2960 Mitglieder. In Cleversulzbach gibt es eine eigene evangelische Kirchengemeinde. Die katholische Kirchengemeinde in Kochertürn ist für den ganzen ehemals württembergischen Teil von Neuenstadt zuständig. In Neuenstadt selbst gibt es die katholische Kirche Zum Guten Hirten. Stein hat eine eigene Kirchengemeinde, die zur Erzdiözese Freiburg gehört. Ebenfalls in Neuenstadt vertreten sind die Zeugen Jehovas sowie die Neuapostolische Kirche. In Stein am Kocher ist eine Ortsgemeinde der Freikirche Gemeinde Gottes (Wiederherstellung) vertreten, die über einen Trägerverein bis zum Jahr 2009 eine nicht genehmigte religiöse Privatschule in Stein am Kocher unterhielt, deren Weiterbetrieb das Regierungspräsidium Stuttgart im Juli 2009 untersagte.

## Politik

### Gemeinderat und Ortschaftsräte
Der Gemeinderat in Neuenstadt wird nach dem Verfahren der unechten Teilortswahl gewählt. Dabei kann sich die Zahl der Gemeinderäte durch Überhangmandate verändern. Nach der Kommunalwahl vom 9. Juni 2024 hat der Gemeinderat Neuenstadts 22 Sitze (zuvor 20). Das Wahlergebnis lautete wie folgt (mit Vergleichszahlen der beiden vorhergegangenen Wahlen):
| Partei / Liste          | Stimmenanteil | Sitze   |                  | 2019            | 2014 |
| CDU                     | 30,2 %        | 7       | 35,5 %, 08 Sitze | 44,6 %, 9 Sitze |      |
| SPD                     | 16,1 %        | 3       | 15,3 %, 03 Sitze | 17,2 %, 3 Sitze |      |
| Bürgergemeinschaft (BG) | 53,7 %        | 12      | 49,1 %, 11 Sitze | 38,1 %, 8 Sitze |      |
| Gesamt                  | 100 %         | 22      | 100 %, 22 Sitze  | 100 %, 20 Sitze |      |
| Wahlbeteiligung         | 62,72 %       | 62,72 % | 56,4 %           | 47,6 %          |      |

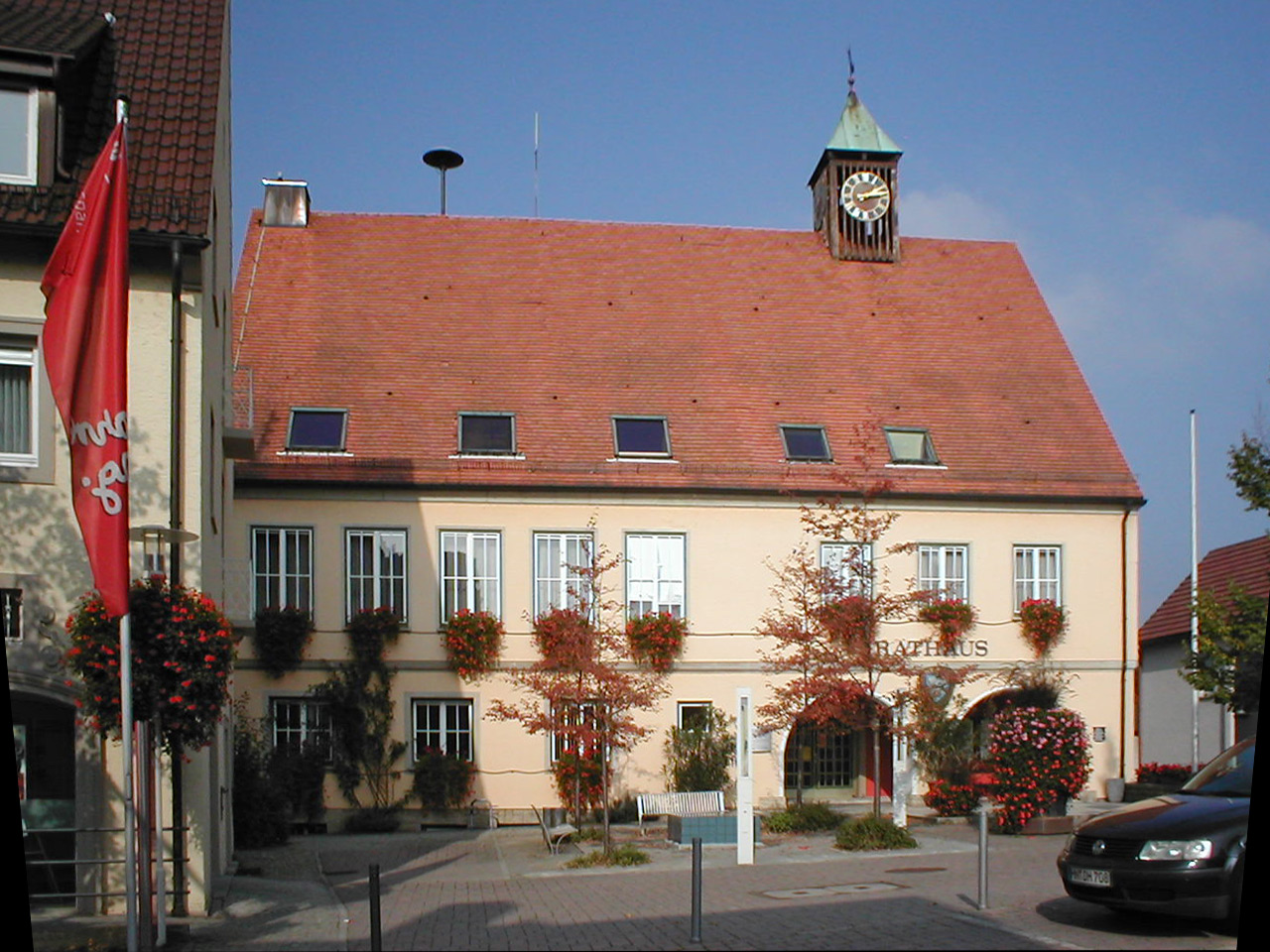
Rathaus von Neuenstadt am Kocher

Weiteres Mitglied des Gemeinderates und dessen Vorsitzender ist der Bürgermeister.

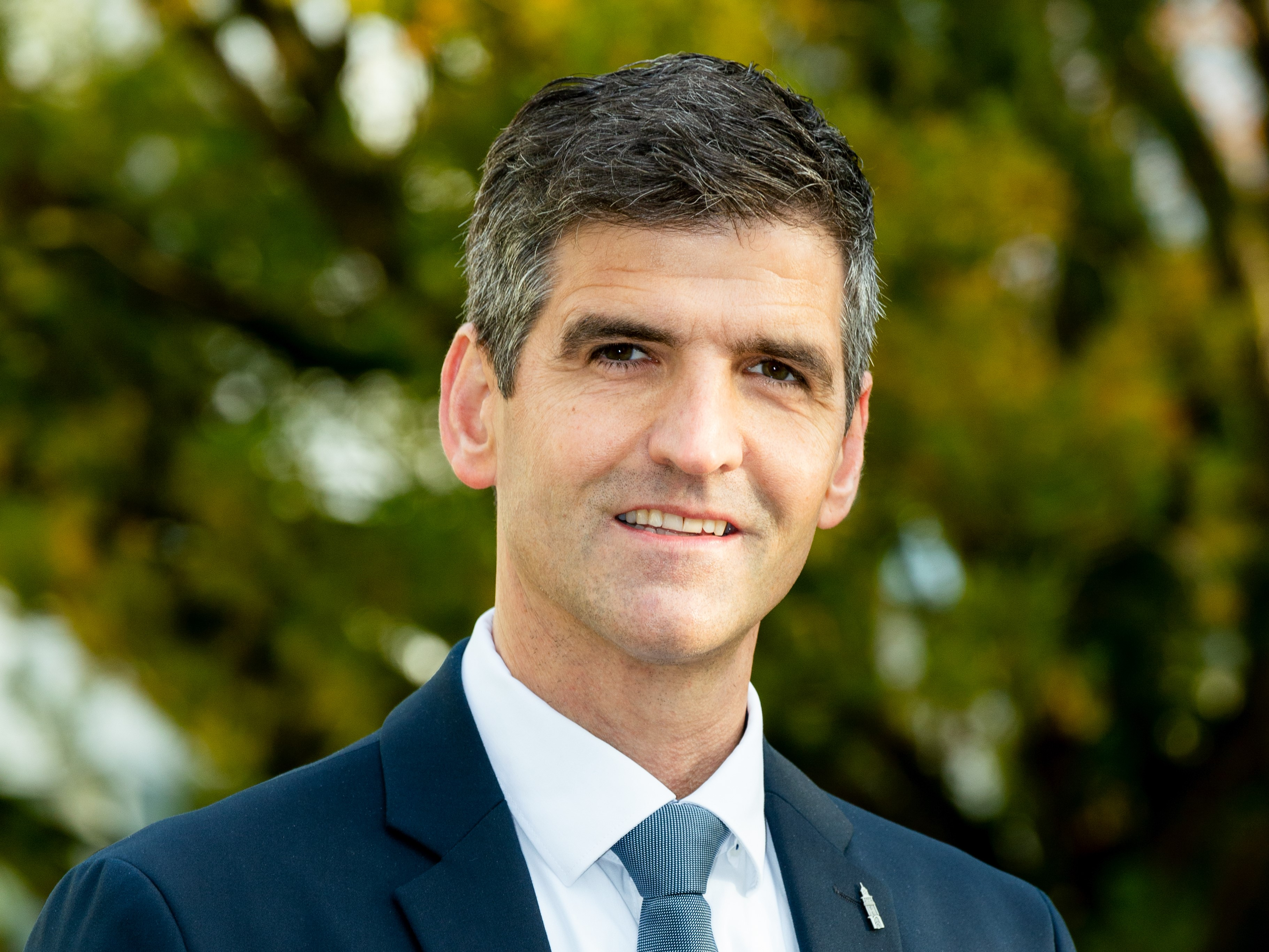
Bürgermeister Andreas Konrad

In den vier Ortschaften Bürg, Cleversulzbach, Kochertürn und Stein am Kocher gibt es zudem jeweils einen Ortschaftsrat. Auf seinen Vorschlag hin wählt der Gemeinderat für jede Ortschaft einen ehrenamtlichen Ortsvorsteher. Diese Gremien sind zu wichtigen die Ortschaft betreffenden Angelegenheiten zu hören.

### Bürgermeister
2002 wurde Norbert Heuser zum neuen Bürgermeister gewählt, im September 2010 wurde er mit 99 % im Amt bestätigt. Seine erneute Wiederwahl fand am 23. September 2018 mit 98,9 % statt. Im Juni 2021 wurde Heuser zum Landrat des Landkreises Heilbronn gewählt. Zu seinem Nachfolger wurde am 24. Oktober 2021 mit 90,48 Prozent der Stimmen der parteilose Andreas Konrad gewählt. Er trat sein Amt am 1. Dezember 2021 an.

### Wappen und Flagge
Die Blasonierung des Neuenstadter Wappens lautet: In Blau oben nebeneinander zwei silberne Dreiecksschilde, darunter ein linksgewendeter silberner Kübelhelm. Die Stadtfarben sind Weiß-Blau.
Das Neuenstadter Wappen ist in einem Stadtsiegel aus dem späten dreizehnten Jahrhundert erstmals überliefert. Die beiden Dreiecksschilde sind dem Wappen der mutmaßlichen Stadtgründer, der Herren von Weinsberg entnommen, die als Wappen drei silberne Schilde in rotem Feld führten. Der Helm weist als redendes Zeichen auf den Ursprungs Neuenstadts als Neugründung der heute untergegangenen Siedlung Helmbund hin; der Helmbunder Ortsadel führte drei Helme im Wappen. Im Wesentlichen blieb das Wappen von Beginn an unverändert, nur der nach links gewendete Kübelhelm wurde spätestens im 16. Jahrhundert in Siegeln und sonstigen Darstellungen durch einen nach rechts gewendeten Stechhelm ersetzt. Erst 1954 führte die Stadt wieder den ursprünglichen Helm ein. Die Farben blieben seit 1535 unverändert. In einem bis 1931 benutzten Schultheißenamtsstempel wurde das Wappen dem Stamm einer Linde angeheftet, was auf den zur Unterscheidung von gleichnamigen Orten benutzten Stadtnamen Neuenstadt an der Linde zurückgeht.

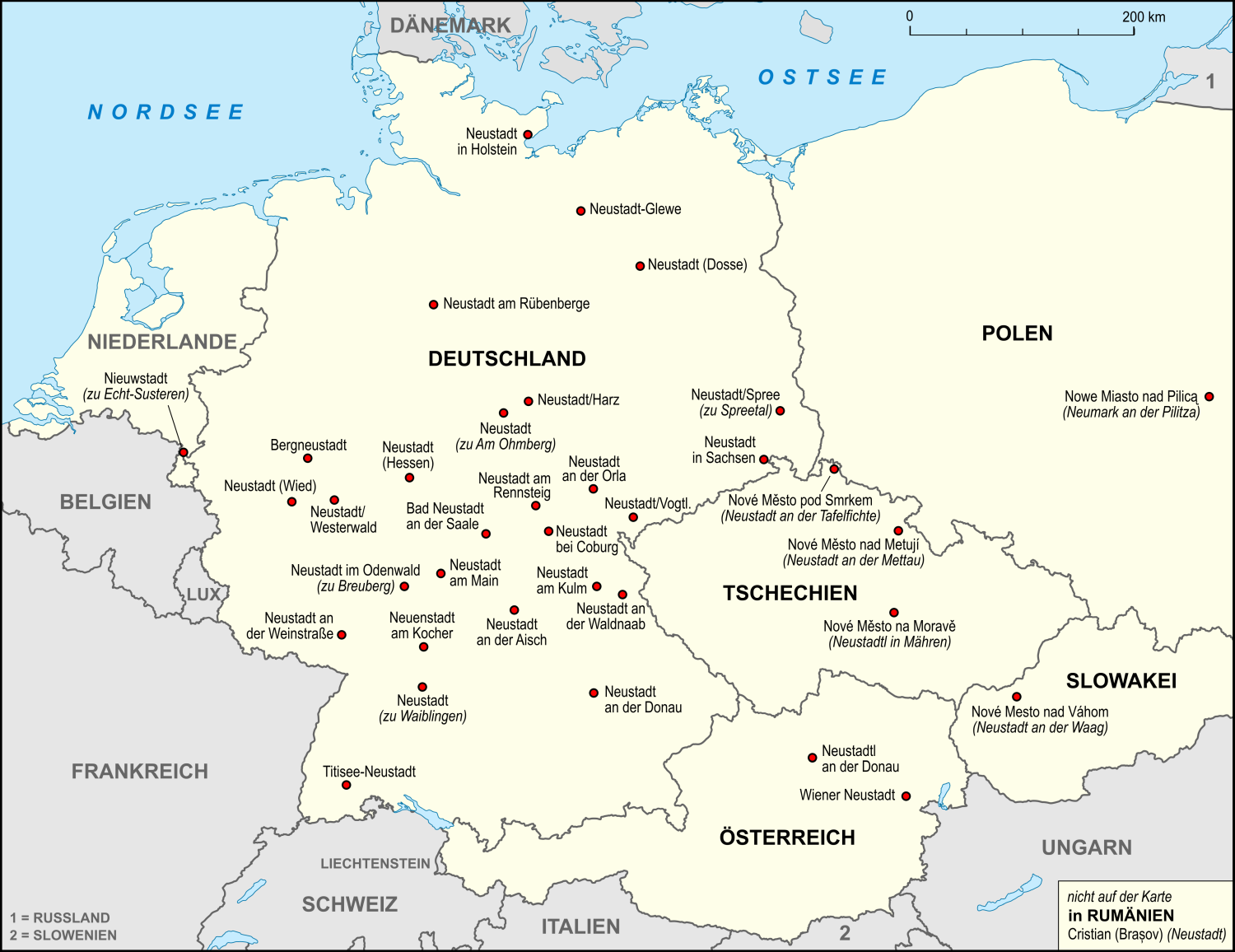
Arbeitsgemeinschaft Neustadt in Europa

Wappen Neuenstadts
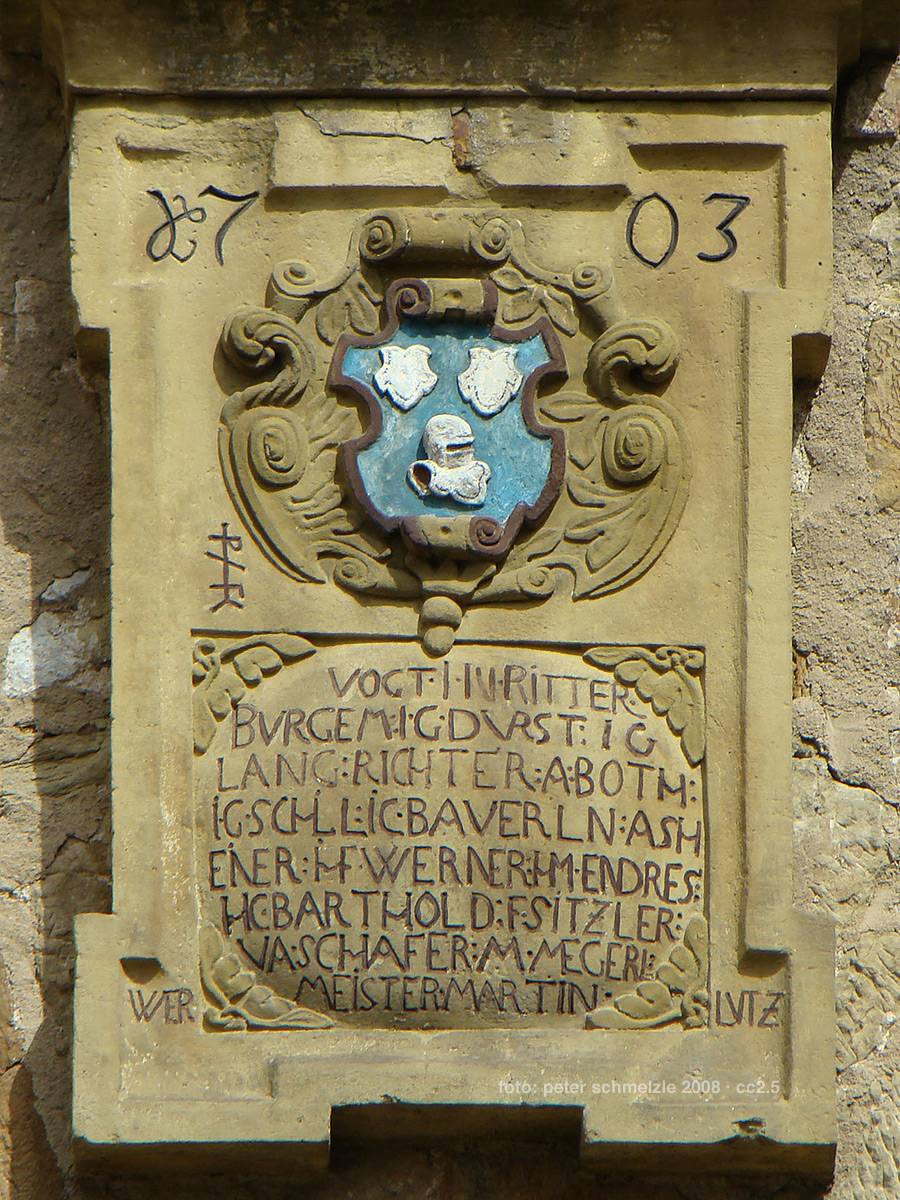
Stadtwappen von 1703 am Oberen Torturm

### Städtepartnerschaften
Neuenstadt am Kocher ist Mitglied der größten internationalen Städtefreundschaft Arbeitsgemeinschaft Neustadt in Europa, in der sich 36 Städte und Gemeinden (Stand Juli 2024) mit Namen Neustadt aus Deutschland, Österreich, Tschechien, Polen, der Slowakei und den Niederlanden zusammengeschlossen haben.

## Kultur und Sehenswürdigkeiten

### Bauwerke

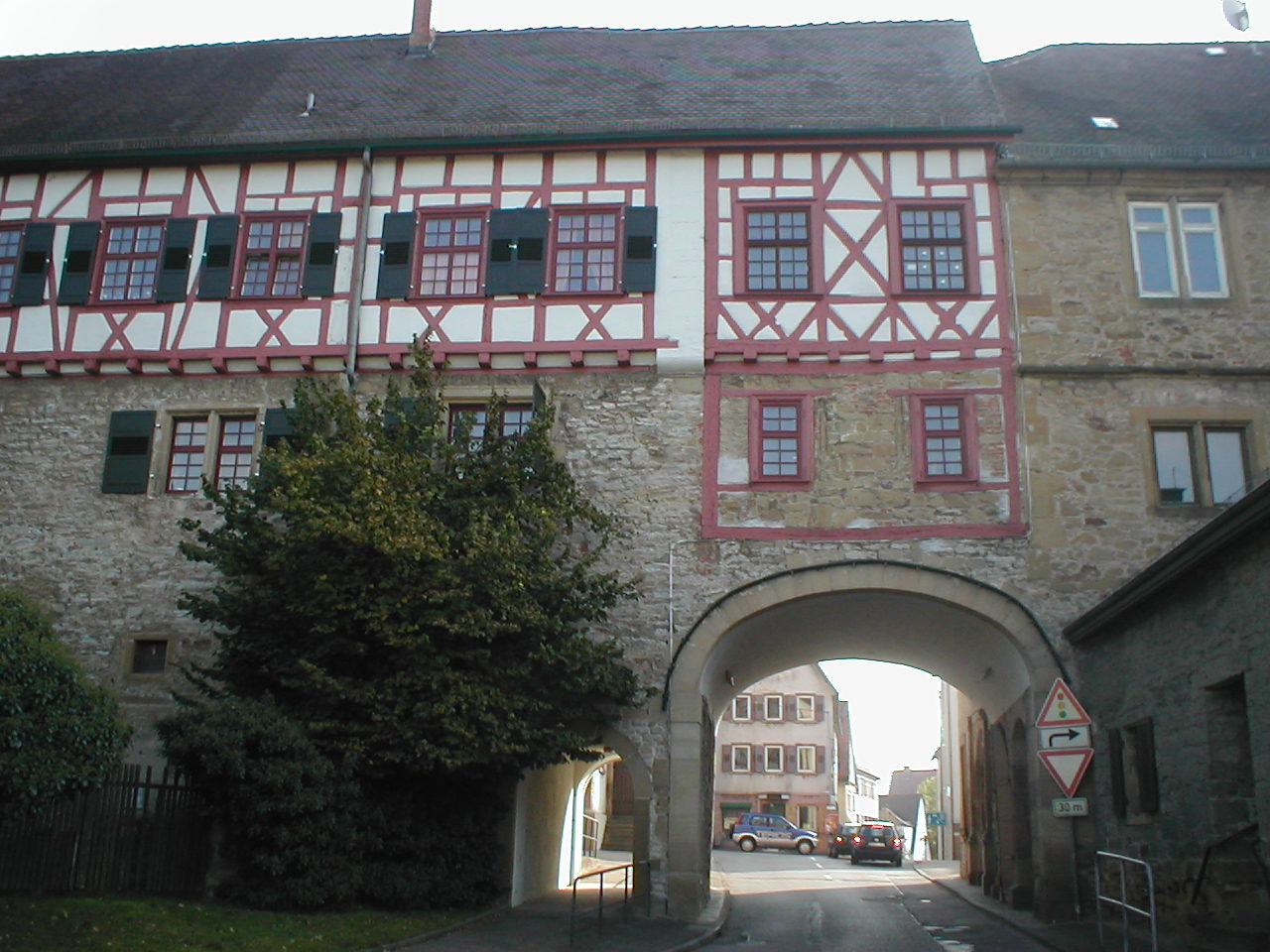
Schloss Neuenstadt

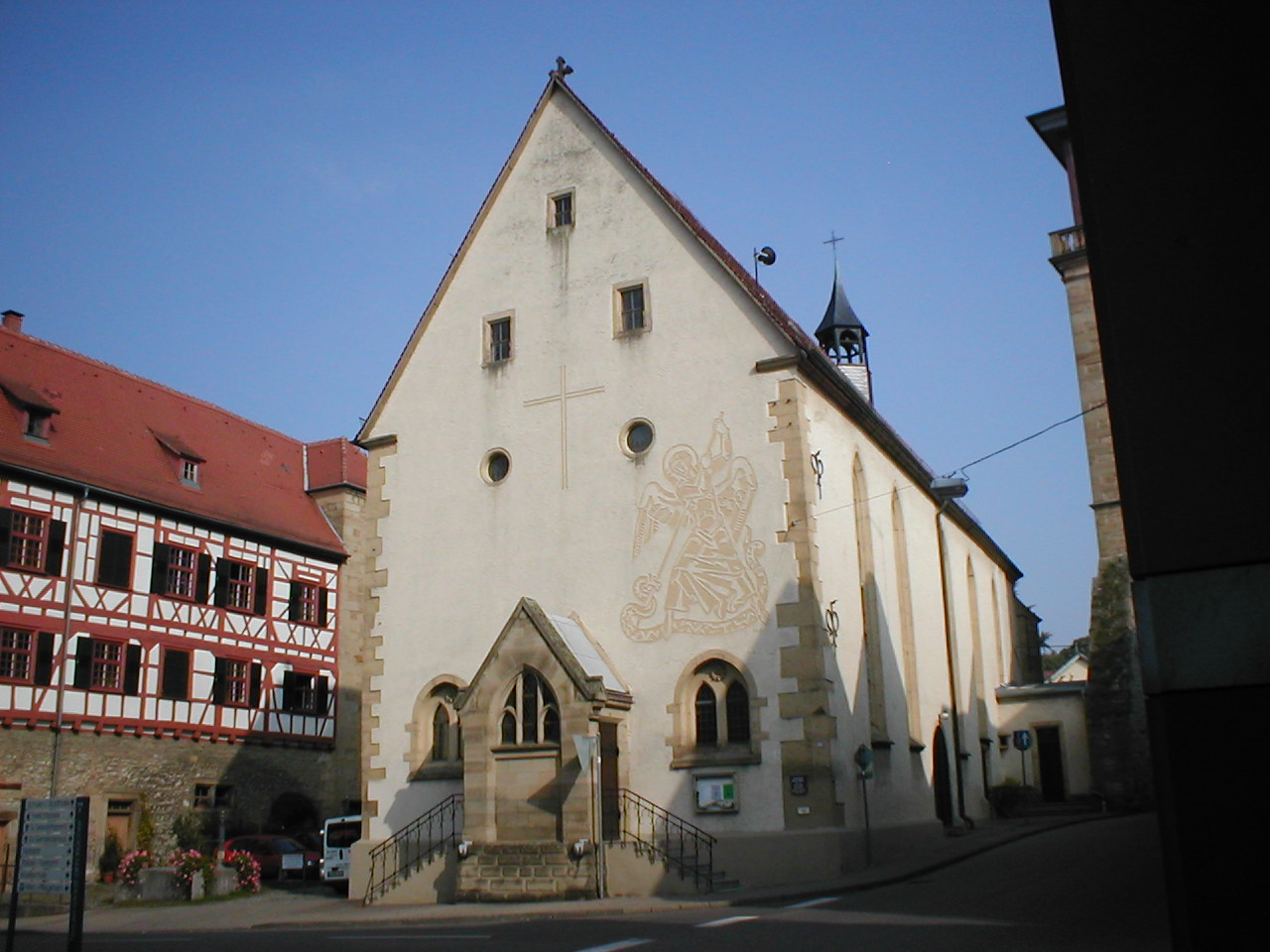
Nikolauskirche

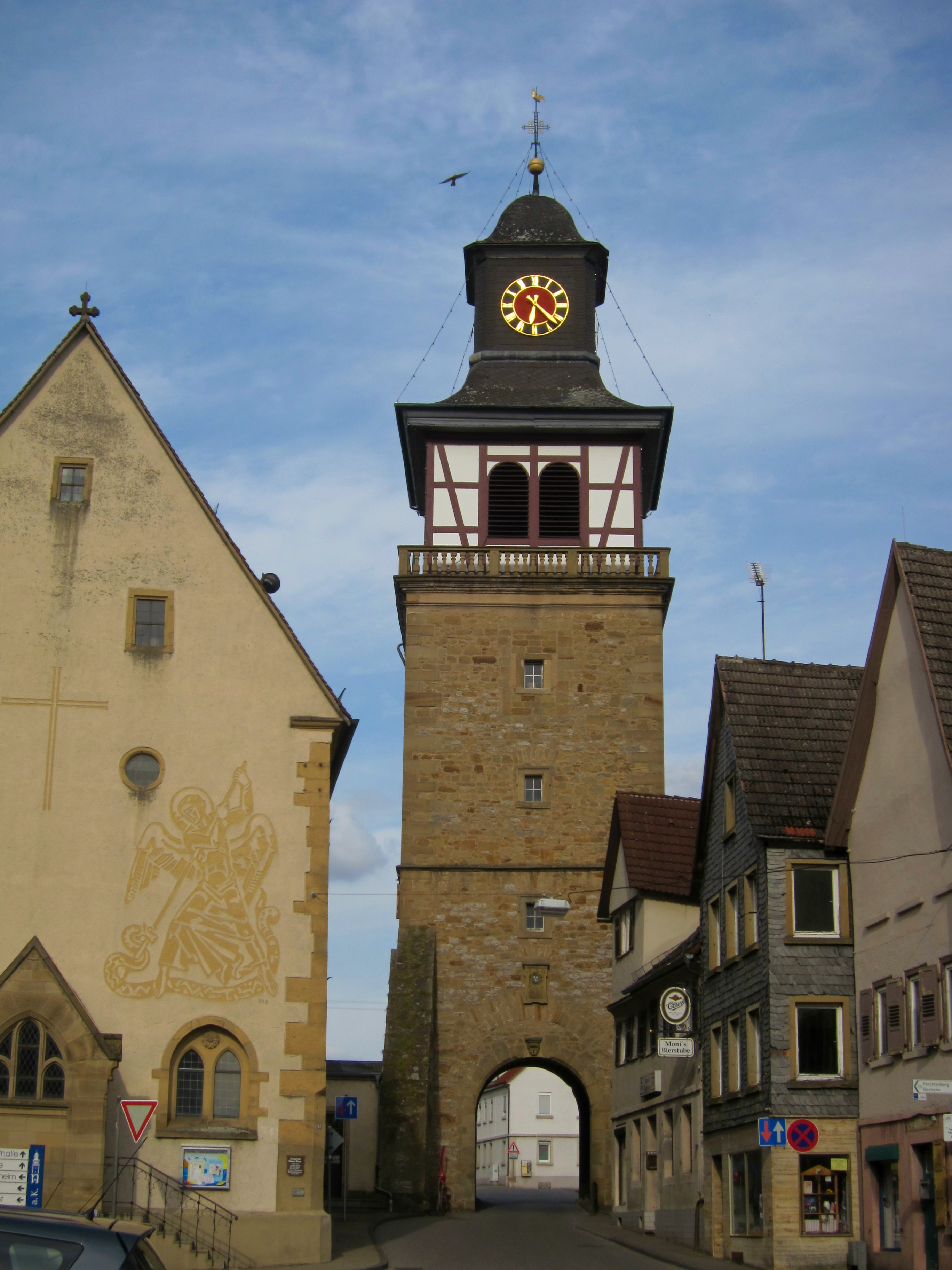
Oberer Torturm

- Im Neuenstadter Schloss residierte von 1618 bis 1781 die württembergische Nebenlinie Württemberg-Neuenstadt. Der älteste Teil des Schlosses wurde 1559–1565 auf den Grundmauern einer 1392 erwähnten Burg der Herren von Weinsberg erbaut. Der älteste Bauteil ist der dreigeschossige steinerne Nordflügel, der so genannte Dürnizbau, der auf seiner Ostseite ein Renaissanceportal aufweist. Der Prinzessenbau genannte Ostflügel wurde ebenfalls als dreigeschossiges Steinhaus in der zweiten Hälfte des 17. Jahrhunderts erbaut. Zum Schloss, das einst mit allen seinen Flügeln einen viereckigen Hof umfing, zählt auch noch der Marstall. Bis 1781 war das Schloss Residenz der Württemberg-Neustadter Linie und diente später als Fruchtspeicher und Kaserne. Im April 1945 wurde das Obergeschoss des Ostflügels durch Fliegerbeschuss zerstört. Später wurde an seiner Stelle eine hölzerne Galerie eingezogen.

- Die evangelische Nikolauskirche geht auf die Kapelle des Schlosses zurück, wurde 1481 Pfarrkirche der Stadt und 1596 zu ihrer heutigen Größe erweitert. Unter der Sakristei und dem Chorraum der Kirche befindet sich eine Gruft, in der von 1650 bis 1781 zahlreiche Angehörige der Linie Württemberg-Neuenstadt bestattet wurden. Der Obere Torturm (erbaut um 1300 und erneuert 1703) der Stadtbefestigung dient als Kirchturm der Kirche. Seine heutige Gestalt hat der Torturm seit einer 1831 nach einem Brand erfolgten Renovierung.

- In der Ortsmitte von Neuenstadt haben sich nach der großen Kriegszerstörung vom April 1945 nur einige wenige historische Fachwerkbauten erhalten, darunter die Mörike-Apotheke (auch Alte Apotheke) von 1801 und das benachbarte Stadthaus um 1600 mit Fachwerkerker. Zu den bedeutenden historischen Gebäuden der Stadt zählen außerdem das im Stil der Spätgotik erbaute Steinhaus von 1561, das später als Dekanat genutzte Amtshaus des Klosters Schöntal von 1488, das Pfarramt von 1749, das Schulhaus von 1795 und das auf ein Gebäude von um 1830 zurückgehende Mörickestift.

- In der Lindenanlage beim Schloss, vor dem Oberen Torturm, stand bis April 1945 eine alte, angeblich tausendjährige Linde, die Neuenstadt den Beinamen an der Linde gab. Sie wurde umgeben von jüngeren Linden, deren Äste von schmuckvollen Steinsäulen gestützt werden, die Adlige und Bürger seit dem Mittelalter gestiftet hatten. Bei den Kämpfen gegen Ende des Zweiten Weltkrieges wurde die Linde zerstört. Die jüngeren Linden und Steinsäulen mit schmuckvollen Wappen blieben als beeindruckender Laubengang erhalten.

- Im Süden und Norden der Stadt sind Teile der mittelalterlichen Stadtmauer erhalten, beim Mühlweg markiert der Löwenbrunnen mit einem auf 1744 datierten Geländer den einstigen Verlauf der Stadtbefestigung. Ein weiterer historischer Brunnen mit Brunnensäule von 1703 steht vor dem Schulhaus. Der Friedhof der Stadt wurde 1636 eröffnet und weist ein Barockportal von 1767 auf. Eine über den Kocher führende Steinbrücke wurde um 1790 errichtet.

- Der Friedhof von Neuenstadt wurde 1636 angelegt und weist zahlreiche historische Grabmale aus dem 17., 18. und 19. Jahrhundert auf. Neben den Grabanlagen der Neuenstädter Familien Möricke, Kachel und Payer sind historische Bürgergrabmale und die Grabmale verschiedener württemberg-neuenstädtischer Amtleute nennenswert. Das barocke Friedhofsportal von 1767 wurde von Georg Wilhelm Ortner gefertigt.

- In den Brettachauen befinden sich Reste des Turms der Kirche der ehemaligen Siedlung Helmbund, aus der Neuenstadt am Kocher hervorgegangen ist. Die Helmbundkirche war noch bis 1481 Kirche der „Neuen Stadt“, der umgebende Kirchhof war bis ins 17. Jahrhundert Begräbnisstätte für Neuenstadt und Cleversulzbach und bis ins 18. Jahrhundert war die Gruft der Kirche Grablege verschiedener regionaler Adliger, darunter manche der Herren von Weinsberg.

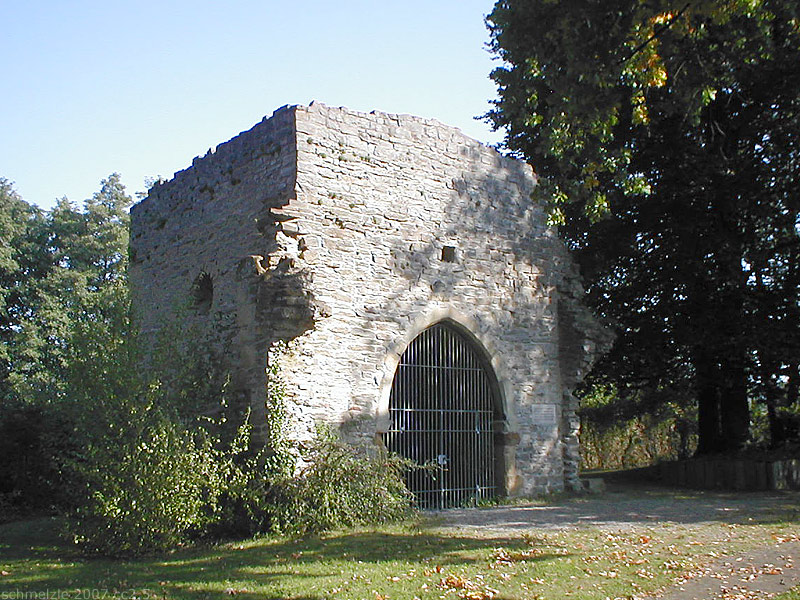
Ruine der Kirche Helmbund
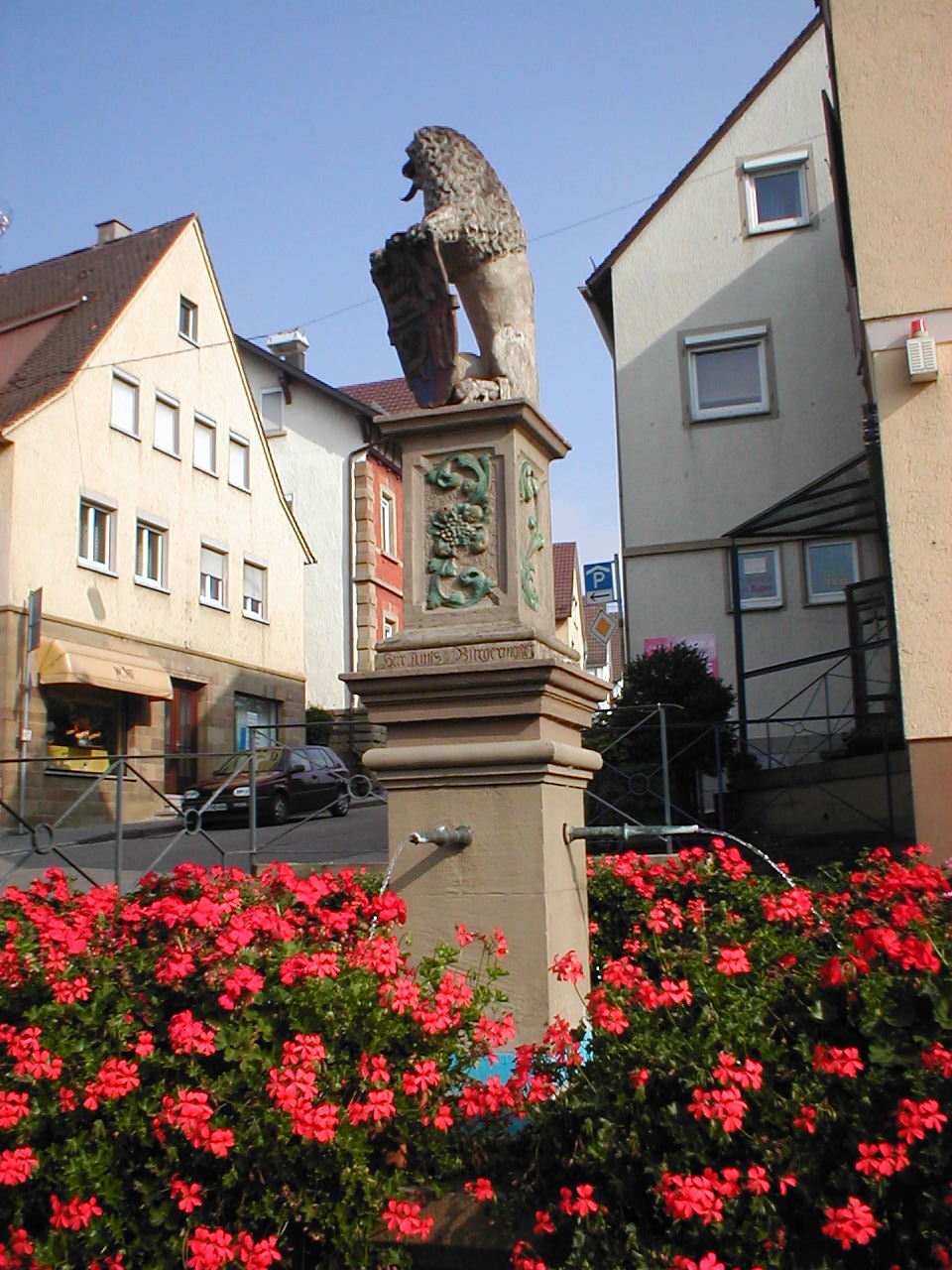
Stadtbrunnen
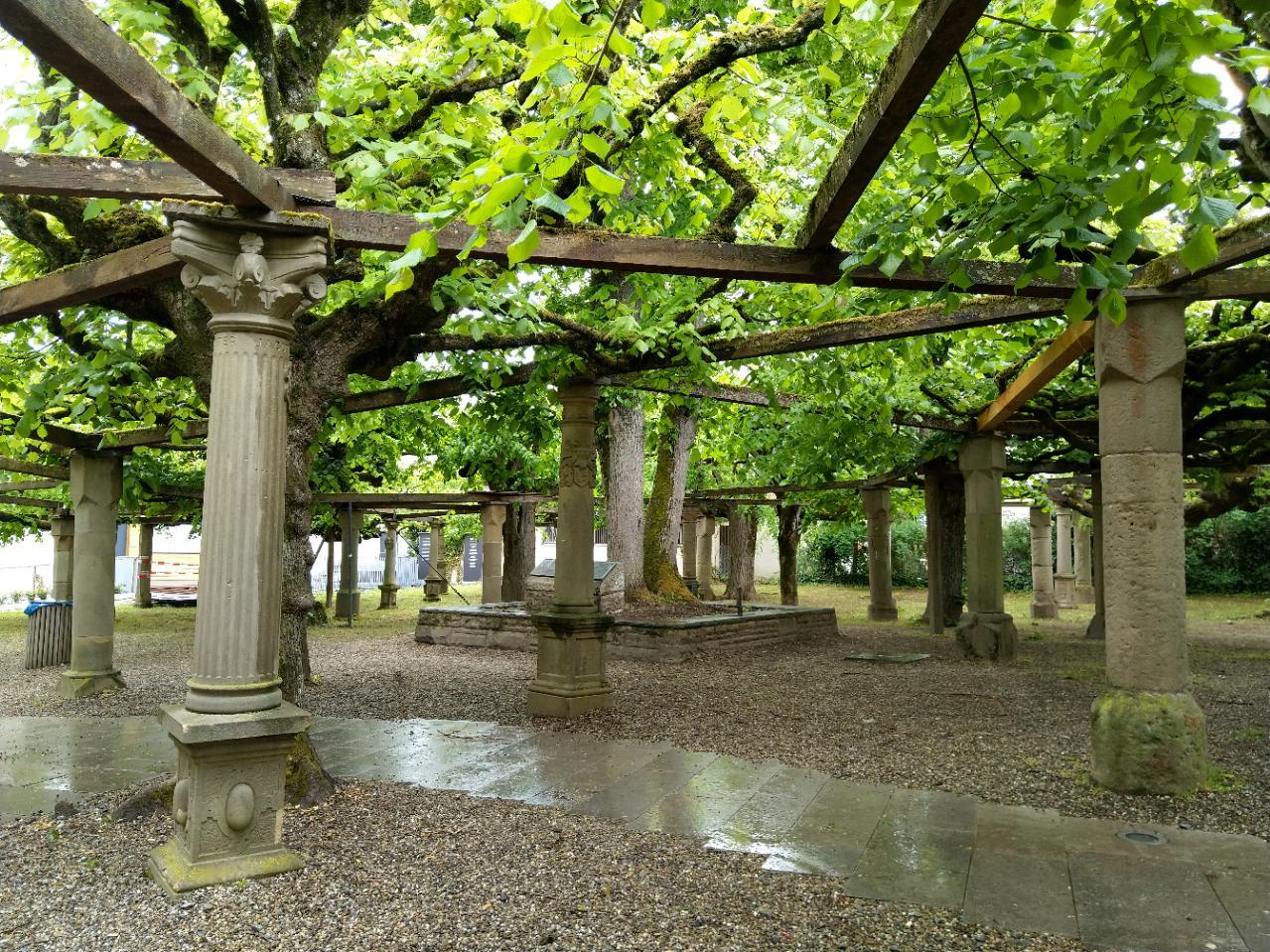
Lindenanlage
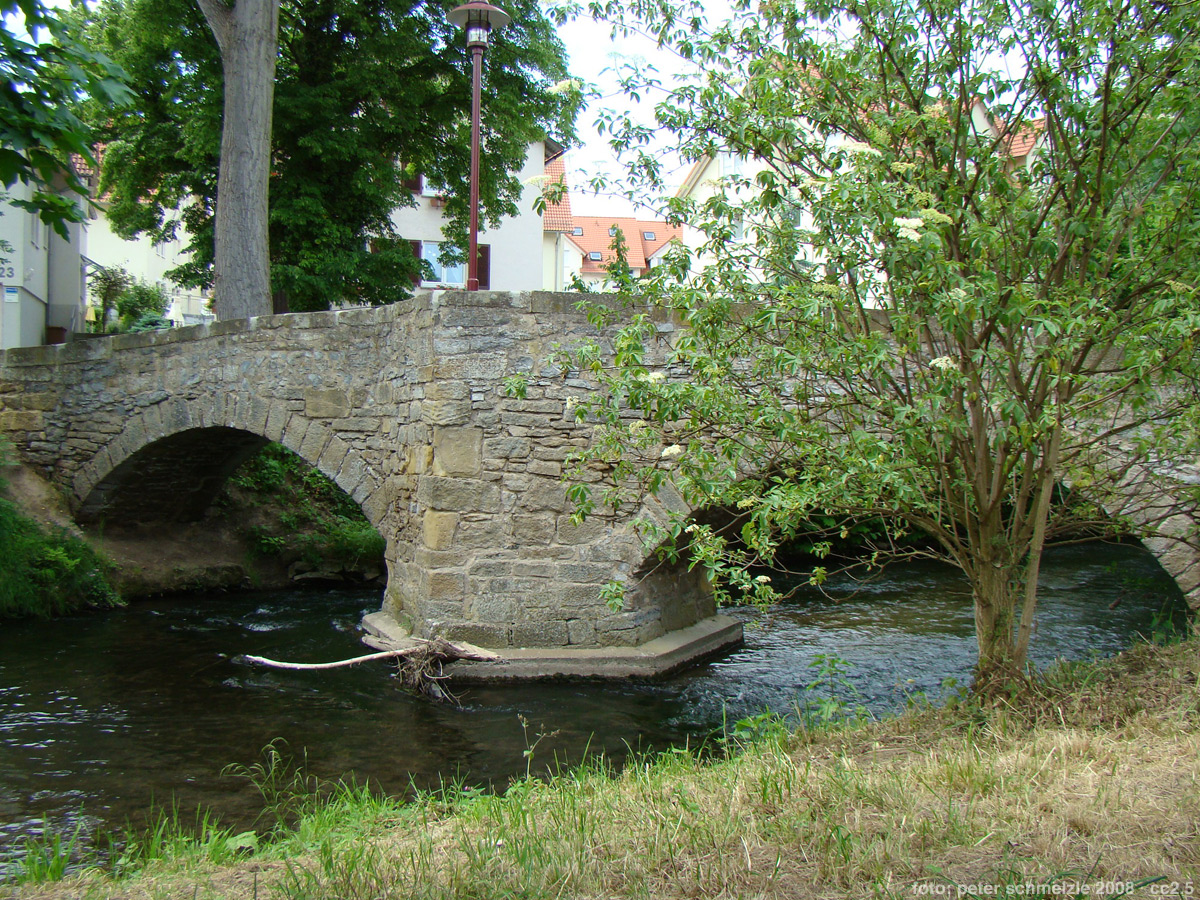
Historische Brücke über die Brettach. Sog. Franzosenbrückle
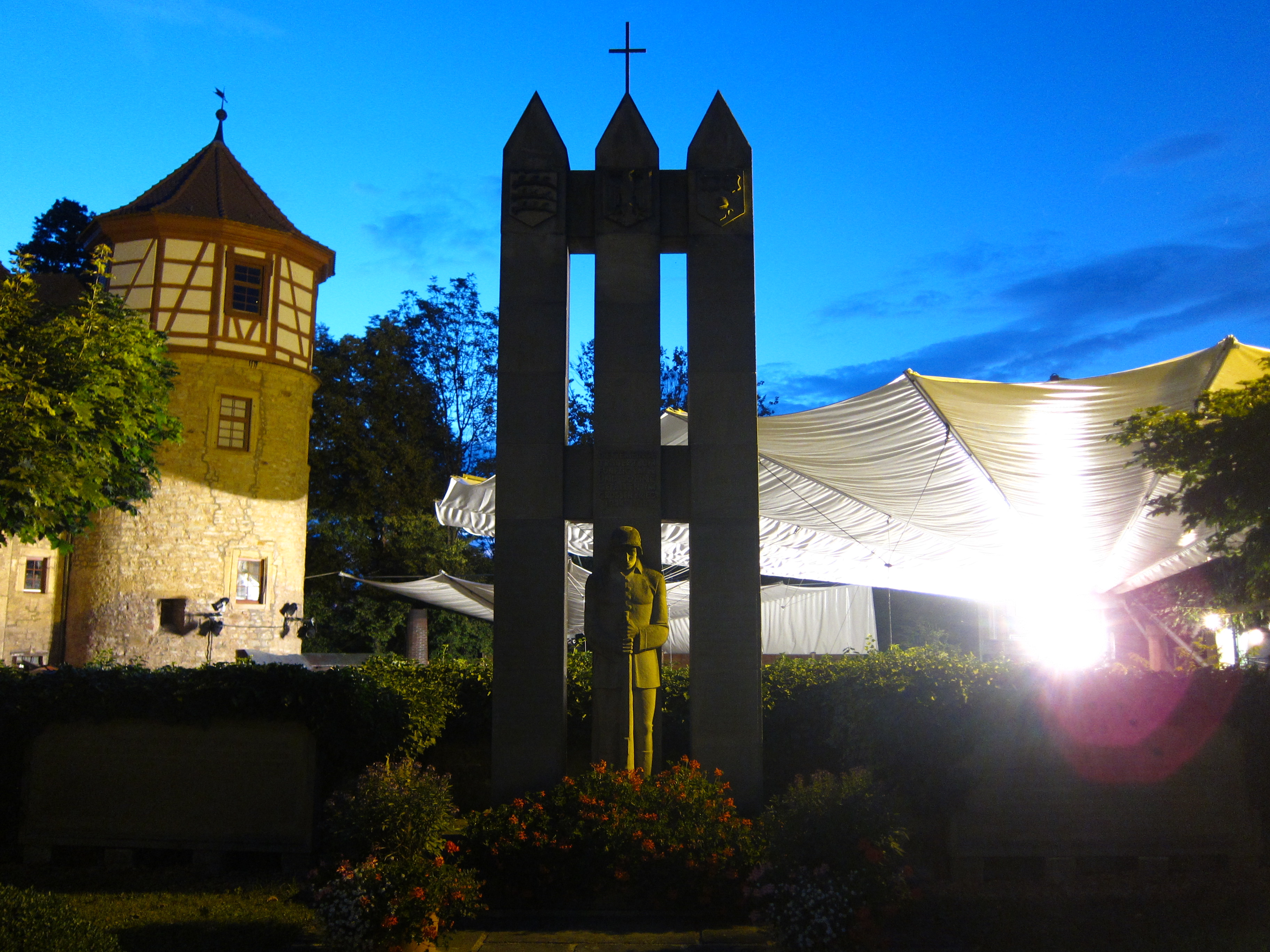
Kriegerdenkmal, dahinter Freilichtbühne

### Theater

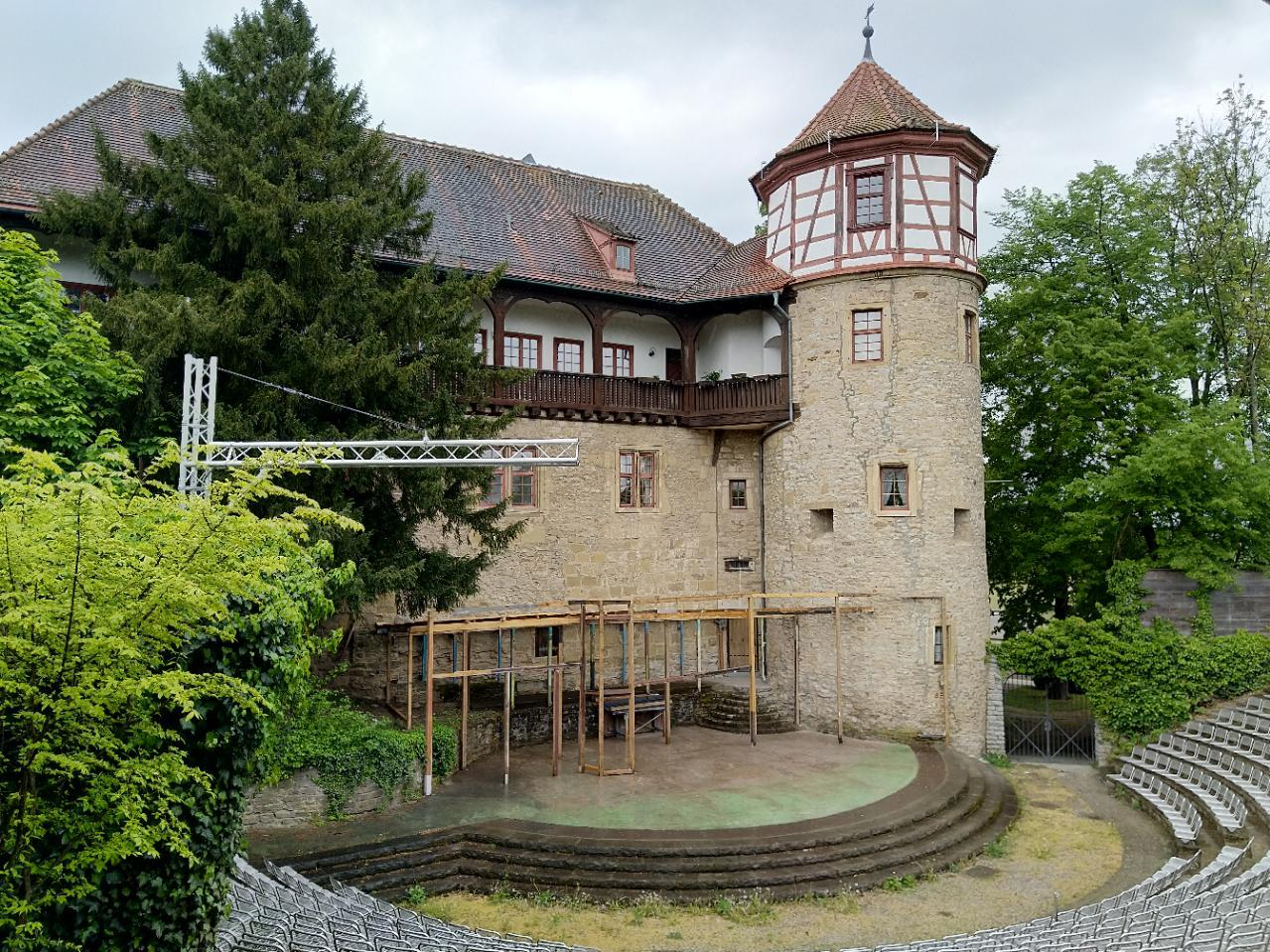
Freilichtbühne im Schlossgraben

Die Freilichtspiele Neuenstadt spielen seit 1958 jährlich im Juni und Juli im Schlossgraben des Neuenstädter Schlosses Klassiker und Volksstücke und verzeichnen bis zu 20.000 Zuschauer im Jahr.

### Museen
Das städtische Museum im Schafstall wurde 1991 eröffnet und bietet neben einer Gedenkstätte für die Familie Mörike sowie Exponaten zur Lokalgeschichte ganzjährig wechselnde Ausstellungen. Das Museum im Stadtturm umfasst die ehemalige Türmerwohnung und das ehemalige Stadtgefängnis und zeigt volkskundliche Exponate. In Cleversulzbach gibt es ein Mörike-Museum.

### Sport
Jedes Jahr, meist Ende März oder im April, findet in Neuenstadt am Kocher der bundesweit bekannte Neuenstadter Lindenlauf statt. Läufer aus ganz Deutschland konkurrieren auf einer der drei Laufstrecken (5-km-Lauf, 10-km-Lauf und Halbmarathon) und bei speziellen Schülerläufen.
Darüber hinaus findet seit 2010 jährlich im September der Motorman-Run in Neuenstadt am Kocher statt. 2013 wurde ein Teilnehmerrekord erreicht, bei dem der Veranstalter, der TSV Neuenstadt, bei 1500 angemeldeten Teilnehmern einen Anmeldestopp verhängte. Charakteristisch für den Motorman-Run ist, dass die Läufer in Kostümen daran teilnehmen (so gibt es Läufer in Schornsteinfegeruniformen oder in Anzügen mit Krawatten, Läuferinnen in Brautkleidern, in Bikinis usw.), und dass auf der Laufstrecke verschiedene Hindernisse zu finden sind, die die Athleten zu absolvieren haben.

## Wirtschaft und Infrastruktur

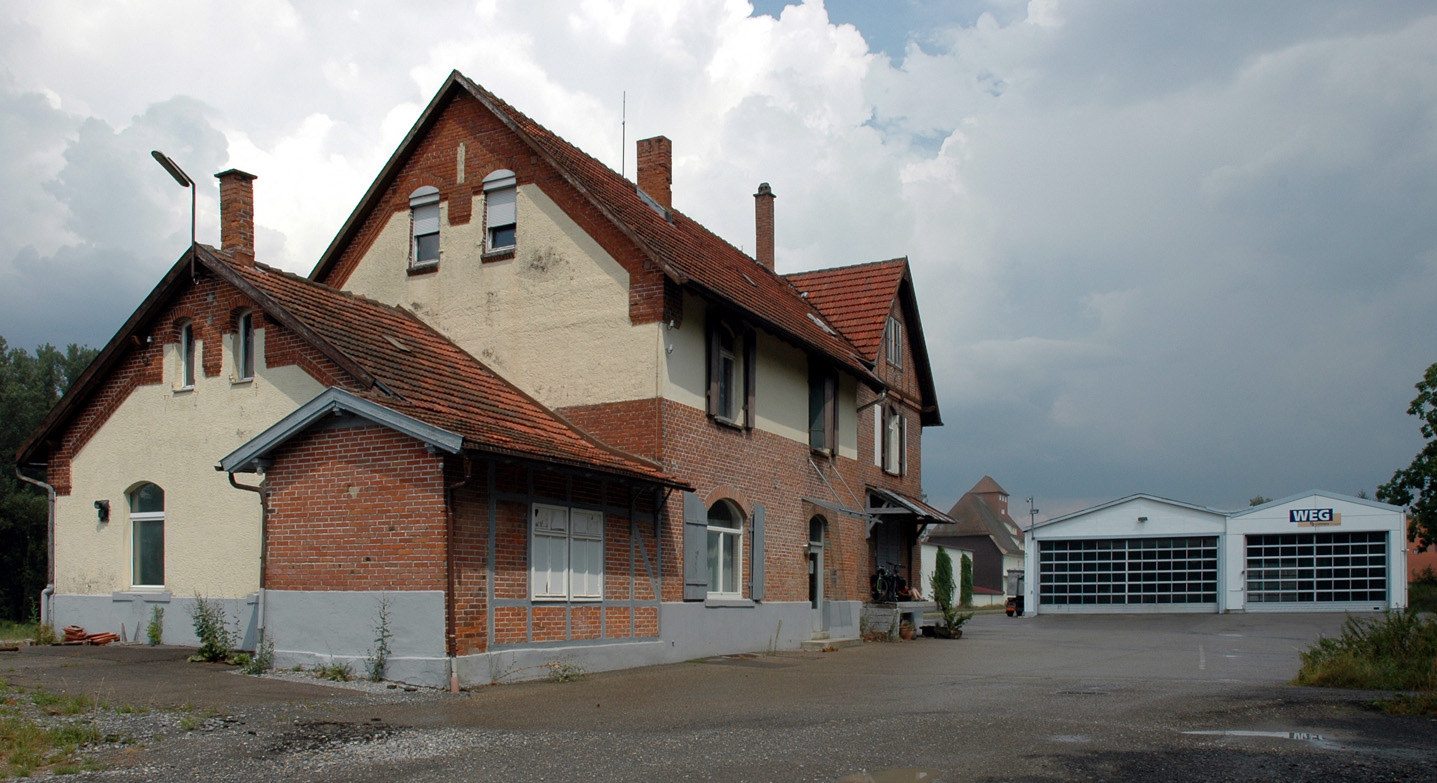
Ensemble am ehemaligen Bahnhof in Neuenstadt: rechts das Depot der WEG-KVG (Juli 2008)

### Wirtschaft
Zu den größten Unternehmen mit Sitz in der Gemeinde zählt das Direktvertriebsunternehmen Förch, das mit Werkstattbedarf handelt.

### Verkehr
Neuenstadt liegt direkt an der Autobahn A 81 (Würzburg–Stuttgart–Singen) mit eigener Anschlussstelle (Ausfahrt 8).
Von 1907 bis 1993 bestand in Neuenstadt und Kochertürn über die Untere Kochertalbahn Bad Friedrichshall–Ohrnberg als Privatbahn der Württembergischen Eisenbahn-Gesellschaft (WEG) Anschluss an das Schienennetz. Der Betriebsmittelpunkt der Strecke befand sich in Neuenstadt. Die Stadt Neuenstadt nahm die Stilllegung zum Anlass, die Bahntrasse teilweise für eine Ortsumgehung zu nutzen, die Ende 2007 eröffnet wurde. Ansonsten sollte auf der Trasse ab Frühjahr 2009 ein Fahrradweg verlaufen.
Den ÖPNV im Kochertal betreibt die OVR (Omnibus-Verkehr Ruoff). Die Kochershuttle-Busse verkehren in knapp 30 min. nach Heilbronn.
Durch die Stadt verläuft als Landes-Radfernweg der Kocher-Jagst-Radweg. Er ist ein Rundkurs entlang der beiden Flüsse Kocher und Jagst zwischen Bad Friedrichshall und einer Querverbindung zwischen den Tälern bei Aalen (Stadtteil Unterkochen) und Lauchheim.

### Medien
Über das Geschehen in Neuenstadt berichtet die Tageszeitung Heilbronner Stimme in ihrer Ausgabe Landkreis Nord sowie das städtische Amtsblatt der Stadt Neuenstadt a.K.

### Einrichtungen
Neuenstadt verfügt über einen Polizeiposten und einer Rettungswache des Deutschen Roten Kreuzes.

### Bildung
In Neuenstadt gibt es die Grundschule Lindenschule, die Haupt- und Realschule Helmbundschule, das Eduard-Mörike-Gymnasium sowie eine Förderschule und eine Musikschule. In Stein am Kocher gibt es eine eigene Grundschule. Außerdem gibt es sechs städtische Kindergärten, zwei katholische (in Kochertürn und Stein) und einen evangelischen (in der Kernstadt).
Darüber hinaus unterhält die Volkshochschule Unterland in Neuenstadt eine Außenstelle.

## Persönlichkeiten

### Söhne und Töchter der Stadt
- Friedrich August (1654–1716), Herzog von Württemberg
- Ferdinand Wilhelm (1659–1701), Herzog von Württemberg
- Anton Ulrich (1661–1680), Herzog von Württemberg
- Carl Rudolf (1667–1742), Herzog von Württemberg
- Friederike (1699–1781), Äbtissin des Klosters Wallö, letzte Vertreterin des Hauses Württemberg-Neuenstadt
- Philipp Wilhelm Gottlieb Hausleutner (1754–1820), Lehrer, Archivar und Chronist
- Ludwig August von Autenrieth (1802–1872), Jurist und Politiker
- Karl Ludwig Elsäßer (1808–1874), Arzt
- August Ruoff (1809–nach 1854), Buchdrucker, Verleger und demokratischer Politiker
- Johann Gottlieb Herrmann (1813–1882), württembergischer Oberamtsaktuar und Oberamtmann
- Albert von Wolff (1818–1886), württembergischer Oberamtmann
- Julius von Hartmann (1836–1916), Historiker
- Friedrich Wilhelm Retz (1845–1923), Unternehmer in Japan und Honorarkonsul
- Karl von Elsässer (1850–1932), Jurist
- Abraham Gumbel (1852–1930), Bankier, geboren im Ortsteil Stein am Kocher
- Fritz Adae (1875–1967), württembergischer Oberamtmann
- Alfons Hitzler (1897–1945), NSDAP-Kreisleiter und ab 1933 Reichstagsabgeordneter, geboren im Ortsteil Stein am Kocher
- Josef Lang (1897–1965), CDU-Politiker und Landtagsabgeordneter, geboren im Ortsteil Kochertürn
- Rainer Reusch (* 1939), deutscher Schattenspieler und Autor, gründete das Museum für zeitgenössisches Schattentheater

### Sonstige mit Neuenstadt am Kocher in Verbindung stehende Personen
- Otto Speidel (1895–1957), Politiker (NSDAP), Stadtrat, Neckarsulmer Kreisleiter